# بينهورست (ماساتشوستس)
بينهورست (بالإنجليزية: Pinehurst, Massachusetts)‏ هي أماكن مخصصة للتعداد تقع في الولايات المتحدة في مقاطعة ميدلسيكس (ماساشوستس). يقدر عدد سكانها بـ 7,152 نسمة ومساحتها 9.9 كم2 وترتفع عن سطح البحر 32 متر.

## التركيبة السكانية
حدّد مكتب تعداد الولايات المتحدة بيانات التركيبة السكانية لبينهورست في تعداد الولايات المتحدة. في ما يلي، التركيبة السكانية حسب تعدادي 2000 و2010.

### تعداد عام 2000
بلغ عدد سكان بينهورست 6,941 نسمة بحسب تعداد عام 2000، وبلغ عدد الأسر 2,245 أسرة وعدد العائلات 1,874 عائلة مقيمة في المنطقة السكنية. في حين سجلت الكثافة السكانية 701.1 نسمة لكل كيلومتر مربع (1,815.8/ميل2). وبلغ عدد الوحدات السكنية 2,265 وحدة بمتوسط كثافة قدره 228.8 لكل كيلومتر مربع (592.6/ميل2).
وتوزع التركيب العرقي للمنطقة السكنية بنسبة 94.93% من البيض و1.02% من الأمريكيين الأفارقة و0.16% من الأمريكيين الأصليين و2.39% من الأمريكيين ذوي الأصول الآسيوية و0.03% من سكان جزر المحيط الهادئ و0.19% من الأعراق الأخرى و1.28% من عرقين مختلطين أو أكثر و1.30% من الهسبانيون أو اللاتينيون من أي عرق.
بلغ عدد الأسر 2,245 أسرة كانت نسبة 44.3% منها لديها أطفال تحت سن الثامنة عشر تعيش معهم، وبلغت نسبة الأزواج القاطنين مع بعضهم البعض 70.6% من أصل المجموع الكلي للأسر، ونسبة 8.9% من الأسر كان لديها معيلات من الإناث دون وجود شريك، بينما كانت نسبة 4% من الأسر لديها معيلون من الذكور دون وجود شريكة وكانت نسبة 16.5% من غير العائلات. تألفت نسبة 12.7% من أصل جميع الأسر من عدة أفراد يعيشون في نفس المنزل ونسبة 4.4% كانت تتألف من شخص يعيش بمفرده يبلغ من العمر 65 عاماً أو أكثر. وبلغ متوسط حجم الأسرة المعيشية 3.09، أما متوسط حجم العائلات فبلغ 3.39.
بلغ العمر الوسطي للسكان 35.6 عاماً. وكانت نسبة 27.1% من القاطنين تحت سن الثامنة عشر، وكانت نسبة 6.8% بين الثامنة عشر والرابعة والعشرين عاماً، ونسبة 33.4% كانت واقعةً في الفئة العمرية ما بين الخامسة والعشرين والرابعة والأربعين عاماً، ونسبة 24.8% كانت ما بين الخامسة والأربعين والرابعة والستين، ونسبة 8% كانت ضمن فئة الخامسة والستين عاماً فما فوق. يوجد لكل 100 أنثى 99.0 ذكر، ويوجد لكل 100 أنثى في الثامنة عشر من عمرها فما فوق 96.4 ذكر.
بلغ متوسط دخل الأسرة في المنطقة السكنية 73,713 دولارًا، أما متوسط دخل العائلة فبلغ 76,369 دولارًا. وكان متوسط دخل الذكور 49,811 دولارًا مقابل 37,983 دولارًا للإناث. وسجل دخل الفرد الخاص بالمنطقة السكنية 25,334 دولارًا. وكانت نسبة 3.9% من العائلات ونسبة 3.8% من السكان تحت خط الفقر، وكان من هؤلاء نسبة 4.1% تحت سن الثامنة عشر ونسبة 3.8% في الخامسة والستين من العمر وما فوق.

### تعداد عام 2010
بلغ عدد سكان بينهورست 7,152 نسمة بحسب تعداد عام 2010، وبلغ عدد الأسر 2,382 أسرة وعدد العائلات 1,941 عائلة مقيمة في المنطقة السكنية. في حين سجلت الكثافة السكانية 722.4 نسمة لكل كيلومتر مربع (1,871.0/ميل2). وبلغ عدد الوحدات السكنية 2,429 وحدة بمتوسط كثافة قدره 245.4 لكل كيلومتر مربع (635.6/ميل2).
وتوزع التركيب العرقي للمنطقة السكنية بنسبة 88.81% من البيض و1.29% من الأمريكيين الأفارقة و0.17% من الأمريكيين الأصليين و7.52% من الأمريكيين ذوي الأصول الآسيوية و0.03% من سكان جزر المحيط الهادئ و0.71% من الأعراق الأخرى و1.47% من عرقين مختلطين أو أكثر و2.27% من الهسبانيون أو اللاتينيون من أي عرق.
بلغ عدد الأسر 2,382 أسرة كانت نسبة 41.1% منها لديها أطفال تحت سن الثامنة عشر تعيش معهم، وبلغت نسبة الأزواج القاطنين مع بعضهم البعض 67% من أصل المجموع الكلي للأسر، ونسبة 10.6% من الأسر كان لديها معيلات من الإناث دون وجود شريك، بينما كانت نسبة 3.9% من الأسر لديها معيلون من الذكور دون وجود شريكة وكانت نسبة 18.5% من غير العائلات. تألفت نسبة 14.6% من أصل جميع الأسر من عدة أفراد يعيشون في نفس المنزل ونسبة 6.8% كانت تتألف من شخص يعيش بمفرده يبلغ من العمر 65 عاماً أو أكثر. وبلغ متوسط حجم الأسرة المعيشية 3.00، أما متوسط حجم العائلات فبلغ 3.33.
بلغ العمر الوسطي للسكان 39.8 عاماً. وكانت نسبة 25.5% من القاطنين تحت سن الثامنة عشر، وكانت نسبة 7.2% بين الثامنة عشر والرابعة والعشرين عاماً، ونسبة 26.8% كانت واقعةً في الفئة العمرية ما بين الخامسة والعشرين والرابعة والأربعين عاماً، ونسبة 28.3% كانت ما بين الخامسة والأربعين والرابعة والستين، ونسبة 12.2% كانت ضمن فئة الخامسة والستين عاماً فما فوق. وتوزع التركيب الجنسي للسكان بنسبة 49.6% ذكور و50.4% إناث.